# Playground Games
Playground Games – brytyjskie studio produkujące gry komputerowe, założone w 2010 roku.
Studio zostało założone przez byłych pracowników wielu brytyjskich producentów komputerowych gier wyścigowych takich jak Bizarre Creations, Black Rock Studio, Codemasters, Criterion Games, Juice Games, Slighty Mad Studios, Sony Liverpool, Ubisoft Reflections. Playground Games we wszystkich swoich projektach współpracuje z Turn 10 Studios. Studio to stworzyło serię Forza Motorsport i zleciło Playground Games stworzenie spin-offu serii – Forza Horizon. Wydawcą gier produkowanych przez studio jest Microsoft Studios.
10 czerwca 2018 podczas targów E3 Microsoft ogłosił wykupienie studia.

## Gry wydane przez Playground Games
| Gra                           | Rok wydania | Platforma                   | Współpraca      |
| ----------------------------- | ----------- | --------------------------- | --------------- |
| Forza Horizon                 | 2012        | Xbox 360                    | Turn 10 Studios |
| Forza Horizon 2               | 2014        | Xbox One, Xbox 360          | Turn 10 Studios |
| Forza Horizon 2: Storm Island | 2014        | Xbox One                    | Turn 10 Studios |
| Forza Horizon 3               | 2016        | Xbox One, Windows 10        | Turn 10 Studios |
| Forza Horizon 4               | 2018        | Xbox One, Windows 10        | Turn 10 Studios |
| Forza Horizon 5               | 2021        | Xbox Series X/S, Windows 10 | Turn 10 Studios |